# سولجر کریک (داکوتای جنوبی)
سولجر کریک (به انگلیسی: Soldier Creek) یک منطقهٔ مسکونی در ایالات متحده آمریکا است که در شهرستان تاد، داکوتای جنوبی واقع شده‌است. سولجر کریک ۲۲۷ نفر جمعیت دارد و ۷۱۳٫۸۵ متر بالاتر از سطح دریا واقع شده‌است.